# (155) Escila
(155) Escila es un asteroide perteneciente al cinturón de asteroides descubierto el 8 de noviembre de 1875 por Johann Palisa desde el observatorio de Pula, Croacia.
Está nombrado por Escila, un monstruo de la mitología griega.